# Francisco Becerra
Francisco Becerra (Trujillo, 1545 — Lima, 1605) foi um arquiteto espanhol.